# Forbasy
Forbasy es un municipio del distrito de Stará Ľubovňa en la región de Prešov, Eslovaquia, con una población estimada a final del año 2024 de 440 habitantes.
Se encuentra ubicado al noroeste de la región, cerca del río Poprad (cuenca hidrográfica del río Vístula) y de la frontera con  Polonia.

## Demografía
| Año        | 1994 | 2004    | 2014    | 2024    |
| ---------- | ---- | ------- | ------- | ------- |
| Población  | 371  | 387     | 423     | 440     |
| Diferencia |      | +4,31 % | +9,30 % | +4,01 % |

| Año        | 2023 | 2024    |
| ---------- | ---- | ------- |
| Población  | 446  | 440     |
| Diferencia |      | −1,34 % |